# Biduído de Abaixo
Biduído de Abaixo es una aldea española situada en la parroquia de Viduido, del municipio de Ames, en la provincia de La Coruña, Galicia.

## Demografía
| Gráfica de evolución demográfica de Biduído de Abaixo entre 2000 y 2018 |
|                                                                         |
| Datos según el nomenclátor publicado por el INE.                        |